# Gran Premio Tecate
El Gran Premio Tecate fue una carrera de automovilismo disputada con monoplazas en un circuito temporario dentro del Autódromo Hermanos Rodríguez, en la Ciudad de México, México. Formó parte del calendario de la CART World Series entre las temporadas 1980 hasta la 1981, y volvería para la temporada 2002, donde se mantendría hasta la temporada 2007. Después de su reinicio en 2002, fue la ronda de final de temporada. Iba a ser la penúltima ronda de la temporada 2007, pero se convirtió en la ronda final cuando se canceló el Gran Premio de Arizona.

## Resultados
| Año        | Ganador            | Equipo                     | Automóvil          | Ref.           |
| ---------- | ------------------ | -------------------------- | ------------------ | -------------- |
| 1980       | Rick Mears         | Penske Racing              | Penske-Cosworth    | [ 2 ]          |
| 1981       | Rick Mears         | Penske Racing              | Penske-Cosworth    | [ 3 ]          |
| 1982- 2001 | No se disputó.     | No se disputó.             | No se disputó.     | No se disputó. |
| 2002       | Kenny Bräck        | Chip Ganassi Racing        | Lola-Toyota        | [ 4 ]          |
| 2003       | Paul Tracy         | Forsythe Racing            | Lola-Ford-Cosworth | [ 5 ]          |
| 2004       | Sébastien Bourdais | Newman/Haas Racing         | Lola-Ford-Cosworth | [ 6 ]          |
| 2005       | Justin Wilson      | RuSPORT                    | Lola-Ford-Cosworth | [ 6 ]          |
| 2006       | Sébastien Bourdais | Newman/Haas Racing         | Lola-Ford-Cosworth | [ 7 ]          |
| 2007       | Sébastien Bourdais | Newman/Haas/Lanigan Racing | Panoz-Cosworth     | [ 8 ]          |